# Élections municipales de 2020 en Indre-et-Loire
Les élections municipales se déroulent les 15 et 22 mars 2020 en Indre-et-Loire. Le report du second tour des élections a été annoncé par le Emmanuel Macron le 16 mars 2020.
Les informations suivantes concernent les seules communes de plus de 2 000 habitants situées dans le département d'Indre-et-Loire.

## Maires sortants et maires élus
Le scrutin est marqué par une stabilité politique, à l'exception notable des grandes villes du département. Europe Écologie Les Verts s'empare ainsi de Tours au détriment de la droite, qui se console à Amboise. Le Parti communiste subit une vive déconvenue en perdant ses deux principales mairies, à Château-Renault et surtout à Saint-Pierre-des-Corps. On notera aussi les pertes de Bléré et Veretz à gauche, à peine compensées par le gain de Ballan-Miré.
| Commune                  | Population | Maire sortant          | Parti | Parti | Maire élu              | Parti | Parti |
| ------------------------ | ---------- | ---------------------- | ----- | ----- | ---------------------- | ----- | ----- |
| Amboise                  | 12 610     | Christian Guyon        |       | PS    | Thierry Boutard        |       | LR    |
| Ballan-Miré              | 7 975      | Alexandre Chas         |       | LR    | Thierry Chailloux      |       | DVG   |
| Bléré                    | 5 272      | Lionel Chanteloup      |       | DVG   | Fabien Nebel           |       | DVG   |
| Bourgueil                | 3 923      | Laurence Riguet        |       | DVG   | Benoît Baranger        |       | DVG   |
| Chambray-lès-Tours       | 11 578     | Christian Gatard       |       | DVG   | Christian Gatard       |       | DVG   |
| Chanceaux-sur-Choisille  | 3 515      | Patrick Déletang       |       | LR    | Gérard Daviet          |       | DVD   |
| Château-Renault          | 5 001      | Michel Cosnier         |       | PCF   | Brigitte Dupuis        |       | LR    |
| Chinon                   | 8 242      | Jean-Luc Dupont        |       | LR    | Jean-Luc Dupont        |       | LR    |
| Cinq-Mars-la-Pile        | 3 566      | Jean Gouzy             |       | DVG   | Sylvie Pointreau       |       | DVG   |
| Esvres                   | 6 010      | Jean-Christophe Gassot |       | LR    | Jean-Christophe Gassot |       | LR    |
| Fondettes                | 10 307     | Cédric De Oliveira     |       | LR    | Cédric De Oliveira     |       | LR    |
| Joué-lès-Tours           | 37 893     | Frédéric Augis         |       | LR    | Frédéric Augis         |       | LR    |
| La Riche                 | 10 448     | Wilfried Schwartz      |       | DVG   | Wilfried Schwartz      |       | DVG   |
| La Ville-aux-Dames       | 5 487      | Alain Bénard           |       | DVD   | Alain Bénard           |       | DVD   |
| Langeais                 | 4 666      | Pierre-Alain Roiron    |       | PS    | Pierre-Alain Roiron    |       | PS    |
| Loches                   | 6 277      | Marc Angenault         |       | DVD   | Marc Angenault         |       | DVD   |
| Luynes                   | 5 097      | Bertrand Ritouret      |       | LR    | Bertrand Ritouret      |       | LR    |
| Monnaie                  | 4 439      | Olivier Viémont        |       | DVD   | Olivier Viémont        |       | DVD   |
| Montbazon                | 4 313      | Bernard Revêche        |       | DVD   | Sylvie Giner           |       | DVD   |
| Montlouis-sur-Loire      | 10 666     | Vincent Morette        |       | PS    | Vincent Morette        |       | PS    |
| Monts                    | 7 794      | Laurent Richard        |       | DVG   | Laurent Richard        |       | DVG   |
| Nazelles-Négron          | 3 532      | Richard Chatellier     |       | LREM  | Richard Chatellier     |       | LREM  |
| Notre-Dame-d'Oé          | 4 125      | Jean-Luc Galliot       |       | DVG   | Patrick Lefrancois     |       | DVG   |
| Saint-Avertin            | 15 025     | Laurent Raymond        |       | UDI   | Laurent Raymond        |       | UDI   |
| Saint-Cyr-sur-Loire      | 15 960     | Philippe Briand        |       | LR    | Philippe Briand        |       | LR    |
| Saint-Pierre-des-Corps   | 15 838     | Marie-France Beaufils  |       | PCF   | Emmanuel François      |       | DVD   |
| Sainte-Maure-de-Touraine | 4 214      | Michel Champigny       |       | LR    | Michel Champigny       |       | LR    |
| Tours                    | 135 787    | Christophe Bouchet     |       | MR    | Emmanuel Denis         |       | EELV  |
| Veigné                   | 6 266      | Patrick Michaud        |       | UDI   | Patrick Michaud        |       | UDI   |
| Véretz                   | 4 496      | Danielle Guillaume     |       | DVG   | Gilles Augereau        |       | LR    |

### Résultats en nombre de maires
| Partis       | Partis                               | Maires sortants | Maires élus | Évolution |
| ------------ | ------------------------------------ | --------------- | ----------- | --------- |
|              | Les Républicains                     | 9               | 10          | +1        |
|              | Divers droite                        | 4               | 6           | +2        |
|              | Union des démocrates et indépendants | 2               | 2           | =         |
| Total droite | Total droite                         | 15              | 18          | +3        |
|              | La République en marche              | 1               | 1           | =         |
|              | Mouvement radical                    | 1               | 0           | -1        |
| Total centre | Total centre                         | 2               | 1           | -1        |
|              | Divers gauche                        | 7               | 7           | =         |
|              | Parti socialiste                     | 4               | 3           | -1        |
|              | Europe Écologie Les Verts            | 0               | 1           | +1        |
|              | Parti communiste français            | 2               | 0           | -2        |
| Total gauche | Total gauche                         | 13              | 11          | -2        |
| Total        | Total                                | 30              | 30          | =         |

## Résultats dans les communes de plus de2 000 habitants

### Amboise
- Maire sortant : Christian Guyon (PS)

| Tête de liste            | Tête de liste            | Liste                    | Premier tour | Premier tour | Second tour | Second tour | Sièges | Sièges |
| Tête de liste            | Tête de liste            | Liste                    | Voix         | %            | Voix        | %           | CM     | CC     |
| ------------------------ | ------------------------ | ------------------------ | ------------ | ------------ | ----------- | ----------- | ------ | ------ |
|                          | Brice Ravier             | PS                       | 1 335        | 36,67        | 1468        | 39,67       | 6      | 3      |
|                          | Thierry Boutard          | LR-UDI (UD)              | 1 055        | 28,98        | 1511        | 40,83       | 24     | 12     |
|                          | Sandra Guichard          | EELV                     | 661          | 18,15        | 721         | 19,48       | 3      | 1      |
|                          | Christophe Galland       | DVC                      | 589          | 16,18        |             |             |        |        |
|                          |                          |                          |              |              |             |             |        |        |
| Votes valides            | Votes valides            | Votes valides            | 3 640        | 97,01        |             |             |        |        |
| Votes blancs             | Votes blancs             | Votes blancs             | 33           | 0,88         |             |             |        |        |
| Votes nuls               | Votes nuls               | Votes nuls               | 79           | 2,11         |             |             |        |        |
| Total                    | Total                    | Total                    | 3 752        | 100          |             | 100         | 33     | 16     |
| Abstention               | Abstention               | Abstention               | 5 036        | 57,31        |             |             |        |        |
| Inscrits / participation | Inscrits / participation | Inscrits / participation | 8 788        | 42,69        |             |             |        |        |

### Artannes-sur-Indre
- Maire sortant : Bertrand Poitou (DIV)

|                          | Isabelle Delacôte        | DIV                      | 683   | 100,00 | 23 | 3 |  |  |
|                          |                          |                          |       |        |    |   |  |  |
| Votes valides            | Votes valides            | Votes valides            | 683   | 92,67  |    |   |  |  |
| Votes blancs             | Votes blancs             | Votes blancs             | 30    | 4,07   |    |   |  |  |
| Votes nuls               | Votes nuls               | Votes nuls               | 24    | 3,026  |    |   |  |  |
| Total                    | Total                    | Total                    | 737   | 100    | 23 | 3 |  |  |
| Abstention               | Abstention               | Abstention               | 1 432 | 66,02  |    |   |  |  |
| Inscrits / participation | Inscrits / participation | Inscrits / participation | 2 169 | 33,98  |    |   |  |  |

### Athée-sur-Cher
- Maire sortant : Gisèle Dutertre (DVD)

| Tête de liste | Tête de liste    | Liste       | Premier tour | Premier tour | Sièges | Sièges |
| Tête de liste | Tête de liste    | Liste       | Voix         | %            | CM     | CC     |
| ------------- | ---------------- | ----------- | ------------ | ------------ | ------ | ------ |
|               | Olivier Delaveau | DIV         | 714          | 67,42        | 20     | 5      |
|               | Nathalie Garnier | DIV         | 345          | 32,57        | 3      | 0      |
|               |                  |             |              |              |        |        |
| Inscrits      | Inscrits         | Inscrits    | 2 090        | 100,00       |        |        |
| Abstentions   | Abstentions      | Abstentions | 997          | 47,70        |        |        |
| Votants       | Votants          | Votants     | 1 093        | 52,30        |        |        |
| Blancs        | Blancs           | Blancs      | 12           | 0,57         |        |        |
| Nuls          | Nuls             | Nuls        | 22           | 1,05         |        |        |
| Exprimés      | Exprimés         | Exprimés    | 1 059        | 50,67        |        |        |

### Auzouer-en-Touraine
- Maire sortant : Jean-Claude Baglan (DVD)

| Tête de liste | Tête de liste      | Liste       | Premier tour | Premier tour | Sièges | Sièges |
| Tête de liste | Tête de liste      | Liste       | Voix         | %            | CM     | CC     |
| ------------- | ------------------ | ----------- | ------------ | ------------ | ------ | ------ |
|               | Jean-Claude Baglan | DVD         | 287          | 100,00       | 19     | 4      |
|               |                    |             |              |              |        |        |
| Inscrits      | Inscrits           | Inscrits    | 1 362        | 100,00       |        |        |
| Abstentions   | Abstentions        | Abstentions | 996          | 73,13        |        |        |
| Votants       | Votants            | Votants     | 366          | 26,87        |        |        |
| Blancs        | Blancs             | Blancs      | 18           | 1,32         |        |        |
| Nuls          | Nuls               | Nuls        | 61           | 4,48         |        |        |
| Exprimés      | Exprimés           | Exprimés    | 287          | 21,07        |        |        |

### Azay-le-Rideau
- Maire sortant : Arnaud Henrion (DVD)

| Tête de liste | Tête de liste  | Liste       | Premier tour | Premier tour | Sièges | Sièges |
| Tête de liste | Tête de liste  | Liste       | Voix         | %            | CM     | CC     |
| ------------- | -------------- | ----------- | ------------ | ------------ | ------ | ------ |
|               | Sylvia Pascaud | DIV         | 660          | 57,49        | 18     | 2      |
|               | Alain Patrice  | DIV         | 488          | 42,50        | 5      | 1      |
|               |                |             |              |              |        |        |
| Inscrits      | Inscrits       | Inscrits    | 2 678        | 100,00       |        |        |
| Abstentions   | Abstentions    | Abstentions | 1 475        | 55,08        |        |        |
| Votants       | Votants        | Votants     | 1 203        | 44,92        |        |        |
| Blancs        | Blancs         | Blancs      | 37           | 1,38         |        |        |
| Nuls          | Nuls           | Nuls        | 18           | 0,67         |        |        |
| Exprimés      | Exprimés       | Exprimés    | 1 148        | 42,87        |        |        |

### Azay-sur-Cher
- Maire sortant : Janick Alary (DVG)

| Tête de liste | Tête de liste | Liste       | Premier tour | Premier tour | Sièges | Sièges |
| Tête de liste | Tête de liste | Liste       | Voix         | %            | CM     | CC     |
| ------------- | ------------- | ----------- | ------------ | ------------ | ------ | ------ |
|               | Janick Alary  | DVG         | 840          | 70,58        | 20     | 3      |
|               | Martial Auger | DIV         | 350          | 29,41        | 3      | 0      |
|               |               |             |              |              |        |        |
| Inscrits      | Inscrits      | Inscrits    | 2 556        | 100,00       |        |        |
| Abstentions   | Abstentions   | Abstentions | 1 324        | 51,80        |        |        |
| Votants       | Votants       | Votants     | 1 232        | 48,20        |        |        |
| Blancs        | Blancs        | Blancs      | 22           | 0,86         |        |        |
| Nuls          | Nuls          | Nuls        | 20           | 0,78         |        |        |
| Exprimés      | Exprimés      | Exprimés    | 1 190        | 46,56        |        |        |

### Ballan-Miré
- Maire sortant : Alexandre Chas (LR)

| Tête de liste | Tête de liste     | Liste       | Premier tour | Premier tour | Sièges | Sièges |
| Tête de liste | Tête de liste     | Liste       | Voix         | %            | CM     | CC     |
| ------------- | ----------------- | ----------- | ------------ | ------------ | ------ | ------ |
|               | Thierry Chailloux | DVG         | 1 699        | 54,87        | 23     | 2      |
|               | Alexandre Chas    | LR          | 1 113        | 35,94        | 5      | 0      |
|               | Juan Carreno      | DVC         | 284          | 9,17         | 1      | 0      |
|               |                   |             |              |              |        |        |
| Inscrits      | Inscrits          | Inscrits    | 6 369        | 100,00       |        |        |
| Abstentions   | Abstentions       | Abstentions | 3 184        | 49,99        |        |        |
| Votants       | Votants           | Votants     | 3 185        | 50,01        |        |        |
| Blancs        | Blancs            | Blancs      | 33           | 0,52         |        |        |
| Nuls          | Nuls              | Nuls        | 56           | 0,88         |        |        |
| Exprimés      | Exprimés          | Exprimés    | 3 096        | 48,61        |        |        |

### Beaumont-en-Véron
- Maire sortant : Bernard Chateau (DVD)

| Tête de liste | Tête de liste  | Liste       | Premier tour | Premier tour | Sièges | Sièges |
| Tête de liste | Tête de liste  | Liste       | Voix         | %            | CM     | CC     |
| ------------- | -------------- | ----------- | ------------ | ------------ | ------ | ------ |
|               | Vincent Naulet | DIV         | 736          | 100,00       | 23     | 6      |
|               |                |             |              |              |        |        |
| Inscrits      | Inscrits       | Inscrits    | 2 296        | 100,00       |        |        |
| Abstentions   | Abstentions    | Abstentions |              | 62,85        |        |        |
| Votants       | Votants        | Votants     |              | 37,15        |        |        |
| Blancs        | Blancs         | Blancs      | 33           | 3,87         |        |        |
| Nuls          | Nuls           | Nuls        | 84           | 9,85         |        |        |
| Exprimés      | Exprimés       | Exprimés    | 736          | 86,28        |        |        |

### Bléré
- Maire sortant : Lionel Chanteloup (DVG)

| Tête de liste | Tête de liste    | Liste       | Premier tour | Premier tour | Sièges | Sièges |
| Tête de liste | Tête de liste    | Liste       | Voix         | %            | CM     | CC     |
| ------------- | ---------------- | ----------- | ------------ | ------------ | ------ | ------ |
|               | Fabien Nebel     | DVG         | 1 095        | 70,46        | 25     | 8      |
|               | Jean Serge Rafel | DVD         | 459          | 29,53        | 4      | 1      |
|               |                  |             |              |              |        |        |
| Inscrits      | Inscrits         | Inscrits    | 3 785        | 100,00       |        |        |
| Abstentions   | Abstentions      | Abstentions | 2 156        | 56,96        |        |        |
| Votants       | Votants          | Votants     | 1 629        | 43,04        |        |        |
| Blancs        | Blancs           | Blancs      | 33           | 2,03         |        |        |
| Nuls          | Nuls             | Nuls        | 42           | 2,58         |        |        |
| Exprimés      | Exprimés         | Exprimés    | 1 554        | 95,40        |        |        |

### Bourgueil
- Maire sortant : Laurence Riguet (DVG)

| Tête de liste | Tête de liste   | Liste       | Premier tour | Premier tour | Sièges | Sièges |
| Tête de liste | Tête de liste   | Liste       | Voix         | %            | CM     | CC     |
| ------------- | --------------- | ----------- | ------------ | ------------ | ------ | ------ |
|               | Benoît Baranger | DVG         | 724          | 55,22        | 21     | 5      |
|               | Georges Roccon  | DVG         | 587          | 44,77        | 6      | 1      |
|               |                 |             |              |              |        |        |
| Inscrits      | Inscrits        | Inscrits    | 2 896        | 100,00       |        |        |
| Abstentions   | Abstentions     | Abstentions | 1 531        | 52,87        |        |        |
| Votants       | Votants         | Votants     | 1 365        | 47,13        |        |        |
| Blancs        | Blancs          | Blancs      | 25           | 1,83         |        |        |
| Nuls          | Nuls            | Nuls        | 29           | 2,12         |        |        |
| Exprimés      | Exprimés        | Exprimés    | 1 311        | 96,04        |        |        |

### Chambray-lès-Tours
- Maire sortant : Christian Gatard (PS)

| Tête de liste | Tête de liste    | Liste       | Premier tour | Premier tour | Sièges | Sièges |
| Tête de liste | Tête de liste    | Liste       | Voix         | %            | CM     | CC     |
| ------------- | ---------------- | ----------- | ------------ | ------------ | ------ | ------ |
|               | Christian Gatard | PS          | 2 142        | 70,22        | 28     | 3      |
|               | Michel Lamy      | LR          | 908          | 29,77        | 5      | 0      |
|               |                  |             |              |              |        |        |
| Inscrits      | Inscrits         | Inscrits    | 7 654        | 100,00       |        |        |
| Abstentions   | Abstentions      | Abstentions | 4 512        | 58,95        |        |        |
| Votants       | Votants          | Votants     | 3 142        | 41,05        |        |        |
| Blancs        | Blancs           | Blancs      | 42           | 1,34         |        |        |
| Nuls          | Nuls             | Nuls        | 50           | 1,59         |        |        |
| Exprimés      | Exprimés         | Exprimés    | 3 050        | 97,07        |        |        |

### Chanceaux-sur-Choisille
- Maire sortant : Patrick Delétang (LR)

| Tête de liste            | Tête de liste            | Liste                    | Premier tour | Premier tour | Second tour | Second tour | Sièges | Sièges |
| Tête de liste            | Tête de liste            | Liste                    | Voix         | %            | Voix        | %           | CM     | CC     |
| ------------------------ | ------------------------ | ------------------------ | ------------ | ------------ | ----------- | ----------- | ------ | ------ |
|                          | Patrick Delétang         | LR                       | 609          | 43,13        | 562         | 42,12       | 5      | 0      |
|                          | Gérard Daviet            | DVD                      | 505          | 35,76        | 564         | 42,27       | 20     | 2      |
|                          | Patrick Etesse           | EXG                      | 298          | 21,10        | 208         | 15,59       | 2      | 0      |
|                          |                          |                          |              |              |             |             |        |        |
| Votes valides            | Votes valides            | Votes valides            | 1 412        | 96,91        |             |             |        |        |
| Votes blancs             | Votes blancs             | Votes blancs             | 25           | 1,72         |             |             |        |        |
| Votes nuls               | Votes nuls               | Votes nuls               | 20           | 1,37         |             |             |        |        |
| Total                    | Total                    | Total                    | 1 457        | 100          |             | 100         | 27     | 2      |
| Abstention               | Abstention               | Abstention               | 1 341        | 47,93        |             |             |        |        |
| Inscrits / participation | Inscrits / participation | Inscrits / participation | 2 798        | 52,07        |             |             |        |        |

### Château-Renault
- Maire sortant : Michel Cosnier (PCF)

| Tête de liste            | Tête de liste            | Liste                    | Premier tour | Premier tour | Second tour | Second tour | Sièges | Sièges |
| Tête de liste            | Tête de liste            | Liste                    | Voix         | %            | Voix        | %           | CM     | CC     |
| ------------------------ | ------------------------ | ------------------------ | ------------ | ------------ | ----------- | ----------- | ------ | ------ |
|                          | Brigitte Dupuis          | LR                       | 888          | 48,89        | 1138        | 56,87       | 24     | 8      |
|                          | Nordine Boumaraf         | DVG                      | 655          | 36,06        | 744         | 37,18       | 5      | 2      |
|                          | Lucas Leroy              | DVD                      | 273          | 15,03        | 119         | 5,94        | 0      | 0      |
|                          |                          |                          |              |              |             |             |        |        |
| Votes valides            | Votes valides            | Votes valides            | 1 816        | 96,60        |             |             |        |        |
| Votes blancs             | Votes blancs             | Votes blancs             | 25           | 1,33         |             |             |        |        |
| Votes nuls               | Votes nuls               | Votes nuls               | 39           | 2,07         |             |             |        |        |
| Total                    | Total                    | Total                    | 1 880        | 100          |             | 100         | 29     | 10     |
| Abstention               | Abstention               | Abstention               | 1 785        | 48,70        |             |             |        |        |
| Inscrits / participation | Inscrits / participation | Inscrits / participation | 3 665        | 51,30        |             |             |        |        |

### Chinon
- Maire sortant : Jean-Luc Dupont (LR)

| Tête de liste            | Tête de liste            | Liste                    | Premier tour | Premier tour | Second tour | Second tour | Sièges | Sièges |
| Tête de liste            | Tête de liste            | Liste                    | Voix         | %            | Voix        | %           | CM     | CC     |
| ------------------------ | ------------------------ | ------------------------ | ------------ | ------------ | ----------- | ----------- | ------ | ------ |
|                          | Jean-Luc Dupont,         | LR                       | 1 327        | 45,85        | 1 558       | 54,38       | 23     | 11     |
|                          | Laurent Baumel           | PS                       | 1 096        | 37,87        | 1 307       | 45,61       | 6      | 3      |
|                          | Fabienne Colboc          | LREM                     | 275          | 9,50         |             |             |        |        |
|                          | Florence Torossian       | DVC                      | 196          | 6,77         |             |             |        |        |
|                          |                          |                          |              |              |             |             |        |        |
| Votes valides            | Votes valides            | Votes valides            | 2 894        | 97,77        |             |             |        |        |
| Votes blancs             | Votes blancs             | Votes blancs             | 31           | 1,05         |             |             |        |        |
| Votes nuls               | Votes nuls               | Votes nuls               | 35           | 1,18         |             |             |        |        |
| Total                    | Total                    | Total                    | 2 960        | 100          |             | 100         | 29     | 14     |
| Abstention               | Abstention               | Abstention               | 3 316        | 52,84        |             |             |        |        |
| Inscrits / participation | Inscrits / participation | Inscrits / participation | 6 276        | 47,16        |             |             |        |        |

### Chouzé-sur-Loire
- Maire sortant : Gilles Thibault (DIV)

| Tête de liste | Tête de liste   | Liste       | Premier tour | Premier tour | Sièges | Sièges |
| Tête de liste | Tête de liste   | Liste       | Voix         | %            | CM     | CC     |
| ------------- | --------------- | ----------- | ------------ | ------------ | ------ | ------ |
|               | Gilles Thibault | DIV         | 463          | 100,00       | 19     | 4      |
|               |                 |             |              |              |        |        |
| Inscrits      | Inscrits        | Inscrits    | 1 481        | 100,00       |        |        |
| Abstentions   | Abstentions     | Abstentions | 951          | 64,21        |        |        |
| Votants       | Votants         | Votants     | 530          | 35,79        |        |        |
| Blancs        | Blancs          | Blancs      | 19           | 3,58         |        |        |
| Nuls          | Nuls            | Nuls        | 48           | 9,06         |        |        |
| Exprimés      | Exprimés        | Exprimés    | 463          | 87,36        |        |        |

### Cinq-Mars-la-Pile
- Maire sortant : Jean-Marie Carles (DVG)

| Tête de liste | Tête de liste             | Liste       | Premier tour | Premier tour | Sièges | Sièges |
| Tête de liste | Tête de liste             | Liste       | Voix         | %            | CM     | CC     |
| ------------- | ------------------------- | ----------- | ------------ | ------------ | ------ | ------ |
|               | Sylvie Pointreau          | DVG         | 624          | 51,69        | 21     | 4      |
|               | Marie-Noëlle Dauendorffer | DVG         | 386          | 31,98        | 4      | 1      |
|               | Jean Becq de Fouquières   | UDI         | 197          | 16,32        | 2      | 0      |
|               |                           |             |              |              |        |        |
| Inscrits      | Inscrits                  | Inscrits    | 2 649        | 100,00       |        |        |
| Abstentions   | Abstentions               | Abstentions | 1 391        | 52,51        |        |        |
| Votants       | Votants                   | Votants     | 1 258        | 47,49        |        |        |
| Blancs        | Blancs                    | Blancs      | 25           | 1,99         |        |        |
| Nuls          | Nuls                      | Nuls        | 26           | 2,07         |        |        |
| Exprimés      | Exprimés                  | Exprimés    | 1 207        | 95,95        |        |        |

### Descartes
- Maire sortant : Jacques Barbier (LR)

| Tête de liste | Tête de liste           | Liste       | Premier tour | Premier tour | Sièges | Sièges |
| Tête de liste | Tête de liste           | Liste       | Voix         | %            | CM     | CC     |
| ------------- | ----------------------- | ----------- | ------------ | ------------ | ------ | ------ |
|               | Bruno Mereau            | DIV         | 743          | 50,13        | 18     | 5      |
|               | Maryline Collin Louault | DIV         | 534          | 36,03        | 4      | 1      |
|               | Sylvain Henon           | DIV         | 205          | 13,83        | 1      | 0      |
|               |                         |             |              |              |        |        |
| Inscrits      | Inscrits                | Inscrits    | 2 787        | 100,00       |        |        |
| Abstentions   | Abstentions             | Abstentions | 1 236        | 44,35        |        |        |
| Votants       | Votants                 | Votants     | 1 551        | 55,65        |        |        |
| Blancs        | Blancs                  | Blancs      | 21           | 1,35         |        |        |
| Nuls          | Nuls                    | Nuls        | 48           | 3,09         |        |        |
| Exprimés      | Exprimés                | Exprimés    | 1 482        | 95,55        |        |        |

### Esvres
- Maire sortant : Jean-Christophe Gassot (LR)

| Tête de liste | Tête de liste          | Liste       | Premier tour | Premier tour | Sièges | Sièges |
| Tête de liste | Tête de liste          | Liste       | Voix         | %            | CM     | CC     |
| ------------- | ---------------------- | ----------- | ------------ | ------------ | ------ | ------ |
|               | Jean-Christophe Gassot | LR          | 1 329        | 71,72        | 25     | 5      |
|               | Flore Massicard        | DVD         | 524          | 28,27        | 4      | 0      |
|               |                        |             |              |              |        |        |
| Inscrits      | Inscrits               | Inscrits    | 4 271        | 100,00       |        |        |
| Abstentions   | Abstentions            | Abstentions | 2 343        | 54,86        |        |        |
| Votants       | Votants                | Votants     | 1 928        | 45,14        |        |        |
| Blancs        | Blancs                 | Blancs      | 33           | 1,71         |        |        |
| Nuls          | Nuls                   | Nuls        | 42           | 2,18         |        |        |
| Exprimés      | Exprimés               | Exprimés    | 1 853        | 96,11        |        |        |

### Fondettes
- Maire sortant : Cédric de Oliveira (LR)

| Tête de liste | Tête de liste       | Liste       | Premier tour | Premier tour | Sièges | Sièges |
| Tête de liste | Tête de liste       | Liste       | Voix         | %            | CM     | CC     |
| ------------- | ------------------- | ----------- | ------------ | ------------ | ------ | ------ |
|               | Cédric de Oliveira, | LR-UDI-Agir | 3 591        | 78,69        | 30     | 3      |
|               | Charles Girardin    | ECO         | 972          | 21,30        | 3      | 0      |
|               |                     |             |              |              |        |        |
| Inscrits      | Inscrits            | Inscrits    | 9 067        | 100,00       |        |        |
| Abstentions   | Abstentions         | Abstentions | 4 371        | 48,21        |        |        |
| Votants       | Votants             | Votants     | 4 696        | 51,79        |        |        |
| Blancs        | Blancs              | Blancs      | 71           | 1,51         |        |        |
| Nuls          | Nuls                | Nuls        | 62           | 1,32         |        |        |
| Exprimés      | Exprimés            | Exprimés    | 4 563        | 97,17        |        |        |

### Joué-lès-Tours
- Maire sortant : Frédéric Augis (LR)

| Tête de liste | Tête de liste  | Liste       | Premier tour | Premier tour | Sièges | Sièges |
| Tête de liste | Tête de liste  | Liste       | Voix         | %            | CM     | CC     |
| ------------- | -------------- | ----------- | ------------ | ------------ | ------ | ------ |
|               | Frédéric Augis | LR          | 5 751        | 58,92        | 32     | 9      |
|               | Francis Gérard | PS          | 2 358        | 24,15        | 5      | 1      |
|               | Laurence Hervé | LREM        | 1 166        | 11,94        | 2      | 0      |
|               | Drice Benama   | DIV         | 258          | 2,64         | 0      | 0      |
|               | Kévin Gardeau  | LO          | 227          | 2,32         | 0      | 0      |
|               |                |             |              |              |        |        |
| Inscrits      | Inscrits       | Inscrits    | 24 850       | 100,00       |        |        |
| Abstentions   | Abstentions    | Abstentions | 14 743       | 59,33        |        |        |
| Votants       | Votants        | Votants     | 10 107       | 40,67        |        |        |
| Blancs        | Blancs         | Blancs      | 88           | 0,87         |        |        |
| Nuls          | Nuls           | Nuls        | 259          | 2,56         |        |        |
| Exprimés      | Exprimés       | Exprimés    | 9 760        | 96,57        |        |        |

### La Croix-en-Touraine
- Maire sortant : Jocelyne Cochin (LR)

| Tête de liste | Tête de liste   | Liste       | Premier tour | Premier tour | Sièges | Sièges |
| Tête de liste | Tête de liste   | Liste       | Voix         | %            | CM     | CC     |
| ------------- | --------------- | ----------- | ------------ | ------------ | ------ | ------ |
|               | Michèle Gasnier | DIV         | 561          | 100,00       | 19     | 4      |
|               |                 |             |              |              |        |        |
| Inscrits      | Inscrits        | Inscrits    | 1 899        | 100,00       |        |        |
| Abstentions   | Abstentions     | Abstentions | 1 270        | 66,88        |        |        |
| Votants       | Votants         | Votants     | 629          | 33,12        |        |        |
| Blancs        | Blancs          | Blancs      | 17           | 2,70         |        |        |
| Nuls          | Nuls            | Nuls        | 51           | 8,11         |        |        |
| Exprimés      | Exprimés        | Exprimés    | 591          | 89,19        |        |        |

### La Membrolle-sur-Choisille
- Maire sortant : Sébastien Marais (LR)

| Tête de liste | Tête de liste    | Liste       | Premier tour | Premier tour | Sièges | Sièges |
| Tête de liste | Tête de liste    | Liste       | Voix         | %            | CM     | CC     |
| ------------- | ---------------- | ----------- | ------------ | ------------ | ------ | ------ |
|               | Sébastien Marais | LR          | 725          | 58,65        | 19     | 1      |
|               | Carole Cerdan    | DIV         | 511          | 41,34        | 4      | 0      |
|               |                  |             |              |              |        |        |
| Inscrits      | Inscrits         | Inscrits    | 2 400        | 100,00       |        |        |
| Abstentions   | Abstentions      | Abstentions | 1 123        | 46,79        |        |        |
| Votants       | Votants          | Votants     | 1 277        | 53,21        |        |        |
| Blancs        | Blancs           | Blancs      | 23           | 1,80         |        |        |
| Nuls          | Nuls             | Nuls        | 18           | 1,41         |        |        |
| Exprimés      | Exprimés         | Exprimés    | 1 236        | 96,79        |        |        |

### La Riche
- Maire sortant : Wilfried Schwartz	 (DVG)

| Tête de liste | Tête de liste      | Liste       | Premier tour | Premier tour | Sièges | Sièges |
| Tête de liste | Tête de liste      | Liste       | Voix         | %            | CM     | CC     |
| ------------- | ------------------ | ----------- | ------------ | ------------ | ------ | ------ |
|               | Wilfried Schwartz, | DVG         | 1 936        | 76,94        | 30     | 3      |
|               | Patrice Autant     | DVD         | 580          | 23,05        | 3      | 0      |
|               |                    |             |              |              |        |        |
| Inscrits      | Inscrits           | Inscrits    | 6 473        | 100,00       |        |        |
| Abstentions   | Abstentions        | Abstentions | 3 831        | 59,18        |        |        |
| Votants       | Votants            | Votants     | 2 642        | 40,82        |        |        |
| Blancs        | Blancs             | Blancs      | 57           | 2,16         |        |        |
| Nuls          | Nuls               | Nuls        | 69           | 2,61         |        |        |
| Exprimés      | Exprimés           | Exprimés    | 2 516        | 95,23        |        |        |

### La Ville-aux-Dames
- Maire sortant : Alain Bénard (DVD)

| Tête de liste | Tête de liste          | Liste       | Premier tour | Premier tour | Sièges | Sièges |
| Tête de liste | Tête de liste          | Liste       | Voix         | %            | CM     | CC     |
| ------------- | ---------------------- | ----------- | ------------ | ------------ | ------ | ------ |
|               | Alain Bénard           | DVD         | 1 101        | 68,85        | 25     | 5      |
|               | Marie-Christine Pruvot | DVG         | 498          | 31,14        | 4      | 0      |
|               |                        |             |              |              |        |        |
| Inscrits      | Inscrits               | Inscrits    | 3 767        | 100,00       |        |        |
| Abstentions   | Abstentions            | Abstentions | 2 110        | 56,01        |        |        |
| Votants       | Votants                | Votants     | 1 657        | 43,99        |        |        |
| Blancs        | Blancs                 | Blancs      | 24           | 1,45         |        |        |
| Nuls          | Nuls                   | Nuls        | 34           | 2,05         |        |        |
| Exprimés      | Exprimés               | Exprimés    | 1 599        | 96,50        |        |        |

### Langeais
- Maire sortant : Pierre-Alain Roiron (PS)

| Tête de liste            | Tête de liste            | Liste                    | Premier tour | Premier tour | Second tour | Second tour | Sièges | Sièges |
| Tête de liste            | Tête de liste            | Liste                    | Voix         | %            | Voix        | %           | CM     | CC     |
| ------------------------ | ------------------------ | ------------------------ | ------------ | ------------ | ----------- | ----------- | ------ | ------ |
|                          | Benjamin Philippon       | LR                       | 821          | 45,78        | 849         | 42,40       | 6      | 1      |
|                          | Pierre-Alain Roiron      | PS                       | 744          | 41,49        | 951         | 47,50       | 22     | 6      |
|                          | Abel Pires               | DVG                      | 228          | 12,71        | 202         | 10,08       | 1      | 0      |
|                          |                          |                          |              |              |             |             |        |        |
| Votes valides            | Votes valides            | Votes valides            | 1 793        | 97,23        |             |             |        |        |
| Votes blancs             | Votes blancs             | Votes blancs             | 23           | 1,25         |             |             |        |        |
| Votes nuls               | Votes nuls               | Votes nuls               | 28           | 1,52         |             |             |        |        |
| Total                    | Total                    | Total                    | 1 844        | 100          |             | 100         | 29     | 7      |
| Abstention               | Abstention               | Abstention               | 1 405        | 43,24        |             |             |        |        |
| Inscrits / participation | Inscrits / participation | Inscrits / participation | 3 249        | 56,76        |             |             |        |        |

### Larçay
- Maire sortant : Jean-François Cessac (DVG)

| Tête de liste | Tête de liste        | Liste       | Premier tour | Premier tour | Sièges | Sièges |
| Tête de liste | Tête de liste        | Liste       | Voix         | %            | CM     | CC     |
| ------------- | -------------------- | ----------- | ------------ | ------------ | ------ | ------ |
|               | Jean-François Cessac | DVG         | 546          | 100,00       | 19     | 3      |
|               |                      |             |              |              |        |        |
| Inscrits      | Inscrits             | Inscrits    | 1 827        | 100,00       |        |        |
| Abstentions   | Abstentions          | Abstentions | 1 196        | 65,46        |        |        |
| Votants       | Votants              | Votants     | 631          | 34,54        |        |        |
| Blancs        | Blancs               | Blancs      | 32           | 5,07         |        |        |
| Nuls          | Nuls                 | Nuls        | 53           | 8,40         |        |        |
| Exprimés      | Exprimés             | Exprimés    | 546          | 86,53        |        |        |

### Ligueil
- Maire sortant : Michel Guignaudeau (DVG)

| Tête de liste | Tête de liste      | Liste       | Premier tour | Premier tour | Sièges | Sièges |
| Tête de liste | Tête de liste      | Liste       | Voix         | %            | CM     | CC     |
| ------------- | ------------------ | ----------- | ------------ | ------------ | ------ | ------ |
|               | Michel Guignaudeau | DVG         | 509          | 100,00       | 19     | 3      |
|               |                    |             |              |              |        |        |
| Inscrits      | Inscrits           | Inscrits    | 1 381        | 100,00       |        |        |
| Abstentions   | Abstentions        | Abstentions | 710          | 51,41        |        |        |
| Votants       | Votants            | Votants     | 671          | 48,59        |        |        |
| Blancs        | Blancs             | Blancs      | 53           | 7,90         |        |        |
| Nuls          | Nuls               | Nuls        | 109          | 16,24        |        |        |
| Exprimés      | Exprimés           | Exprimés    | 509          | 75,86        |        |        |

### Loches
- Maire sortant : Marc Angenault (DVD)

| Tête de liste | Tête de liste     | Liste       | Premier tour | Premier tour | Sièges | Sièges |
| Tête de liste | Tête de liste     | Liste       | Voix         | %            | CM     | CC     |
| ------------- | ----------------- | ----------- | ------------ | ------------ | ------ | ------ |
|               | Marc Angenault    | DVD         | 1 093        | 65,37        | 24     | 8      |
|               | Adrien Painchault | DIV         | 579          | 34,62        | 5      | 2      |
|               |                   |             |              |              |        |        |
| Inscrits      | Inscrits          | Inscrits    | 4 728        | 100,00       |        |        |
| Abstentions   | Abstentions       | Abstentions | 2 943        | 62,25        |        |        |
| Votants       | Votants           | Votants     | 1 785        | 37,75        |        |        |
| Blancs        | Blancs            | Blancs      | 53           | 2,97         |        |        |
| Nuls          | Nuls              | Nuls        | 60           | 3,36         |        |        |
| Exprimés      | Exprimés          | Exprimés    | 1 672        | 93,67        |        |        |

### Luynes
- Maire sortant : Bertrand Ritouret (LR)

| Tête de liste | Tête de liste     | Liste       | Premier tour | Premier tour | Sièges | Sièges |
| Tête de liste | Tête de liste     | Liste       | Voix         | %            | CM     | CC     |
| ------------- | ----------------- | ----------- | ------------ | ------------ | ------ | ------ |
|               | Bertrand Ritouret | LR          | 1 198        | 60,99        | 24     | 2      |
|               | Yoann Lafaux      | DIV         | 766          | 39,00        | 5      | 0      |
|               |                   |             |              |              |        |        |
| Inscrits      | Inscrits          | Inscrits    | 4 029        | 100,00       |        |        |
| Abstentions   | Abstentions       | Abstentions | 2 008        | 49,84        |        |        |
| Votants       | Votants           | Votants     | 2 021        | 50,16        |        |        |
| Blancs        | Blancs            | Blancs      | 20           | 0,99         |        |        |
| Nuls          | Nuls              | Nuls        | 37           | 1,83         |        |        |
| Exprimés      | Exprimés          | Exprimés    | 1 964        | 97,18        |        |        |

### Mettray
- Maire sortant : Philippe Clémot (LR)

| Tête de liste | Tête de liste   | Liste       | Premier tour | Premier tour | Sièges | Sièges |
| Tête de liste | Tête de liste   | Liste       | Voix         | %            | CM     | CC     |
| ------------- | --------------- | ----------- | ------------ | ------------ | ------ | ------ |
|               | Philippe Clémot | LR          | 402          | 100,00       | 19     | 1      |
|               |                 |             |              |              |        |        |
| Inscrits      | Inscrits        | Inscrits    | 1 739        | 100,00       |        |        |
| Abstentions   | Abstentions     | Abstentions | 1 238        | 71,19        |        |        |
| Votants       | Votants         | Votants     | 501          | 28,81        |        |        |
| Blancs        | Blancs          | Blancs      | 61           | 12,18        |        |        |
| Nuls          | Nuls            | Nuls        | 38           | 7,58         |        |        |
| Exprimés      | Exprimés        | Exprimés    | 402          | 80,24        |        |        |

### Monnaie
- Maire sortant : Olivier Viémont (DVD)

| Tête de liste | Tête de liste    | Liste       | Premier tour | Premier tour | Sièges | Sièges |
| Tête de liste | Tête de liste    | Liste       | Voix         | %            | CM     | CC     |
| ------------- | ---------------- | ----------- | ------------ | ------------ | ------ | ------ |
|               | Olivier Viémont  | DVD         | 927          | 63,66        | 22     | 3      |
|               | Jean-Marc Schnel | PS          | 529          | 36,33        | 5      | 1      |
|               |                  |             |              |              |        |        |
| Inscrits      | Inscrits         | Inscrits    | 3 076        | 100,00       |        |        |
| Abstentions   | Abstentions      | Abstentions | 1 569        | 51,01        |        |        |
| Votants       | Votants          | Votants     | 1 507        | 48,99        |        |        |
| Blancs        | Blancs           | Blancs      | 21           | 1,39         |        |        |
| Nuls          | Nuls             | Nuls        | 30           | 1,99         |        |        |
| Exprimés      | Exprimés         | Exprimés    | 1 456        | 96,62        |        |        |

### Montbazon
- Maire sortant : Bernard Revêche (DVD)

| Tête de liste | Tête de liste    | Liste       | Premier tour | Premier tour | Sièges | Sièges |
| Tête de liste | Tête de liste    | Liste       | Voix         | %            | CM     | CC     |
| ------------- | ---------------- | ----------- | ------------ | ------------ | ------ | ------ |
|               | Sylvie Giner     | DVD         | 1 146        | 68,87        | 23     | 4      |
|               | Frédéric Bontoux | DVD         | 518          | 31,12        | 4      | 0      |
|               |                  |             |              |              |        |        |
| Inscrits      | Inscrits         | Inscrits    | 3 373        | 100,00       |        |        |
| Abstentions   | Abstentions      | Abstentions | 1 666        | 49,39        |        |        |
| Votants       | Votants          | Votants     | 1 707        | 50,61        |        |        |
| Blancs        | Blancs           | Blancs      | 25           | 1,46         |        |        |
| Nuls          | Nuls             | Nuls        | 18           | 1,05         |        |        |
| Exprimés      | Exprimés         | Exprimés    | 1 664        | 97,48        |        |        |

### Montlouis-sur-Loire
- Maire sortant : Vincent Morette (PS)

| Tête de liste | Tête de liste    | Liste       | Premier tour | Premier tour | Sièges | Sièges |
| Tête de liste | Tête de liste    | Liste       | Voix         | %            | CM     | CC     |
| ------------- | ---------------- | ----------- | ------------ | ------------ | ------ | ------ |
|               | Vincent Morette, | PS          | 2 121        | 100,00       | 33     | 12     |
|               |                  |             |              |              |        |        |
| Inscrits      | Inscrits         | Inscrits    | 8 408        | 100,00       |        |        |
| Abstentions   | Abstentions      | Abstentions | 6 037        | 71,80        |        |        |
| Votants       | Votants          | Votants     | 2 371        | 28,20        |        |        |
| Blancs        | Blancs           | Blancs      | 150          | 6,33         |        |        |
| Nuls          | Nuls             | Nuls        | 100          | 4,22         |        |        |
| Exprimés      | Exprimés         | Exprimés    | 2 121        | 89,46        |        |        |

### Monts
- Maire sortant : Laurent Richard (DVG)

| Tête de liste | Tête de liste   | Liste       | Premier tour | Premier tour | Sièges | Sièges |
| Tête de liste | Tête de liste   | Liste       | Voix         | %            | CM     | CC     |
| ------------- | --------------- | ----------- | ------------ | ------------ | ------ | ------ |
|               | Laurent Richard | DVG         | 1 505        | 100,00       | 29     | 7      |
|               |                 |             |              |              |        |        |
| Inscrits      | Inscrits        | Inscrits    | 6 255        | 100,00       |        |        |
| Abstentions   | Abstentions     | Abstentions | 4 547        | 72,69        |        |        |
| Votants       | Votants         | Votants     | 1 708        | 27,31        |        |        |
| Blancs        | Blancs          | Blancs      | 117          | 6,85         |        |        |
| Nuls          | Nuls            | Nuls        | 86           | 5,04         |        |        |
| Exprimés      | Exprimés        | Exprimés    | 1 505        | 88,11        |        |        |

### Nazelles-Négron
- Maire sortant : Richard Chatellier (LREM)

| Tête de liste | Tête de liste      | Liste       | Premier tour | Premier tour | Sièges | Sièges |
| Tête de liste | Tête de liste      | Liste       | Voix         | %            | CM     | CC     |
| ------------- | ------------------ | ----------- | ------------ | ------------ | ------ | ------ |
|               | Richard Chatellier | LREM        | 754          | 54,01        | 21     | 3      |
|               | Christophe Ahuir   | DVG         | 450          | 32,23        | 4      | 1      |
|               | Corine Fougeron    | UDI         | 192          | 13,75        | 2      | 0      |
|               |                    |             |              |              |        |        |
| Inscrits      | Inscrits           | Inscrits    | 3 033        | 100,00       |        |        |
| Abstentions   | Abstentions        | Abstentions | 1 595        | 52,59        |        |        |
| Votants       | Votants            | Votants     | 1 438        | 47,41        |        |        |
| Blancs        | Blancs             | Blancs      | 12           | 0,83         |        |        |
| Nuls          | Nuls               | Nuls        | 30           | 2,09         |        |        |
| Exprimés      | Exprimés           | Exprimés    | 1 396        | 97,08        |        |        |

### Neuillé-Pont-Pierre
- Maire sortant : Michel Jollivet (DIV)

| Tête de liste | Tête de liste   | Liste       | Premier tour | Premier tour | Sièges | Sièges |
| Tête de liste | Tête de liste   | Liste       | Voix         | %            | CM     | CC     |
| ------------- | --------------- | ----------- | ------------ | ------------ | ------ | ------ |
|               | Michel Jollivet | DIV         | 639          | 75,62        | 17     | 3      |
|               | Muriel Sabarots | DIV         | 206          | 24,37        | 2      | 0      |
|               |                 |             |              |              |        |        |
| Inscrits      | Inscrits        | Inscrits    | 1 557        | 100,00       |        |        |
| Abstentions   | Abstentions     | Abstentions | 676          | 43,42        |        |        |
| Votants       | Votants         | Votants     | 881          | 56,58        |        |        |
| Blancs        | Blancs          | Blancs      | 6            | 0,68         |        |        |
| Nuls          | Nuls            | Nuls        | 30           | 3,41         |        |        |
| Exprimés      | Exprimés        | Exprimés    | 845          | 95,91        |        |        |

### Notre-Dame-d'Oé
- Maire sortant : Jean-Luc Galliot (DVG)

| Tête de liste | Tête de liste      | Liste       | Premier tour | Premier tour | Sièges | Sièges |
| Tête de liste | Tête de liste      | Liste       | Voix         | %            | CM     | CC     |
| ------------- | ------------------ | ----------- | ------------ | ------------ | ------ | ------ |
|               | Patrick Lefrancois | DVG         | 1 017        | 100,00       | 27     | 2      |
|               |                    |             |              |              |        |        |
| Inscrits      | Inscrits           | Inscrits    | 3 408        | 100,00       |        |        |
| Abstentions   | Abstentions        | Abstentions | 2 302        | 67,55        |        |        |
| Votants       | Votants            | Votants     | 1 106        | 32,45        |        |        |
| Blancs        | Blancs             | Blancs      | 41           | 3,71         |        |        |
| Nuls          | Nuls               | Nuls        | 48           | 4,34         |        |        |
| Exprimés      | Exprimés           | Exprimés    | 1 017        | 91,95        |        |        |

### Parçay-Meslay
- Maire sortant : Bruno Fenet (LR)

| Tête de liste | Tête de liste | Liste       | Premier tour | Premier tour | Sièges | Sièges |
| Tête de liste | Tête de liste | Liste       | Voix         | %            | CM     | CC     |
| ------------- | ------------- | ----------- | ------------ | ------------ | ------ | ------ |
|               | Bruno Fenet   | LR          | 658          | 100,00       | 19     | 1      |
|               |               |             |              |              |        |        |
| Inscrits      | Inscrits      | Inscrits    |              | 100,00       |        |        |
| Abstentions   | Abstentions   | Abstentions | 1 299        | 63,71        |        |        |
| Votants       | Votants       | Votants     | 740          | 36,29        |        |        |
| Blancs        | Blancs        | Blancs      | 39           | 5,27         |        |        |
| Nuls          | Nuls          | Nuls        | 43           | 5,81         |        |        |
| Exprimés      | Exprimés      | Exprimés    | 658          | 88,92        |        |        |

### Rochecorbon
- Maire sortant : Bernard Plat (DVD)

| Tête de liste | Tête de liste       | Liste       | Premier tour | Premier tour | Sièges | Sièges |
| Tête de liste | Tête de liste       | Liste       | Voix         | %            | CM     | CC     |
| ------------- | ------------------- | ----------- | ------------ | ------------ | ------ | ------ |
|               | Emmanuel Duménil    | DIV         | 861          | 65,37        | 19     | 1      |
|               | Christophe Malbrant | DIV         | 456          | 34,62        | 4      | 0      |
|               |                     |             |              |              |        |        |
| Inscrits      | Inscrits            | Inscrits    | 2 562        | 100,00       |        |        |
| Abstentions   | Abstentions         | Abstentions | 1 212        | 47,31        |        |        |
| Votants       | Votants             | Votants     | 1 350        | 52,69        |        |        |
| Blancs        | Blancs              | Blancs      | 21           | 1,56         |        |        |
| Nuls          | Nuls                | Nuls        | 12           | 0,89         |        |        |
| Exprimés      | Exprimés            | Exprimés    | 1 317        | 97,56        |        |        |

### Saint-Avertin
- Maire sortant : Laurent Raymond (UDI)

| Tête de liste | Tête de liste   | Liste       | Premier tour | Premier tour | Sièges | Sièges |
| Tête de liste | Tête de liste   | Liste       | Voix         | %            | CM     | CC     |
| ------------- | --------------- | ----------- | ------------ | ------------ | ------ | ------ |
|               | Laurent Raymond | UDI         | 3 567        | 71,82        | 29     | 4      |
|               | Isabelle Faës   | DVG         | 1 399        | 28,17        | 4      | 0      |
|               |                 |             |              |              |        |        |
| Inscrits      | Inscrits        | Inscrits    | 11 963       | 100,00       |        |        |
| Abstentions   | Abstentions     | Abstentions | 6 858        | 57,33        |        |        |
| Votants       | Votants         | Votants     | 5 105        | 42,67        |        |        |
| Blancs        | Blancs          | Blancs      | 62           | 1,21         |        |        |
| Nuls          | Nuls            | Nuls        | 77           | 1,51         |        |        |
| Exprimés      | Exprimés        | Exprimés    | 4 966        | 97,28        |        |        |

### Saint-Branchs
- Maire sortant : Patrick Nathié (DIV)

| Tête de liste | Tête de liste  | Liste       | Premier tour | Premier tour | Sièges | Sièges |
| Tête de liste | Tête de liste  | Liste       | Voix         | %            | CM     | CC     |
| ------------- | -------------- | ----------- | ------------ | ------------ | ------ | ------ |
|               | Patrick Nathié | DIV         | 546          | 100,00       | 23     | 3      |
|               |                |             |              |              |        |        |
| Inscrits      | Inscrits       | Inscrits    | 2 022        | 100,00       |        |        |
| Abstentions   | Abstentions    | Abstentions | 1 361        | 67,31        |        |        |
| Votants       | Votants        | Votants     | 661          | 32,69        |        |        |
| Blancs        | Blancs         | Blancs      | 53           | 8,02         |        |        |
| Nuls          | Nuls           | Nuls        | 62           | 9,38         |        |        |
| Exprimés      | Exprimés       | Exprimés    | 546          | 82,60        |        |        |

### Saint-Cyr-sur-Loire
- Maire sortant : Philippe Briand (LR)

| Tête de liste | Tête de liste   | Liste       | Premier tour | Premier tour | Sièges | Sièges |
| Tête de liste | Tête de liste   | Liste       | Voix         | %            | CM     | CC     |
| ------------- | --------------- | ----------- | ------------ | ------------ | ------ | ------ |
|               | Philippe Briand | LR          | 3 329        | 71,86        | 29     | 4      |
|               | François Vollet | PS          | 927          | 20,01        | 3      | 0      |
|               | Thierry Davaut  | DVC         | 376          | 8,11         | 1      | 0      |
|               |                 |             |              |              |        |        |
| Inscrits      | Inscrits        | Inscrits    | 12 237       | 100,00       |        |        |
| Abstentions   | Abstentions     | Abstentions | 7 479        | 61,12        |        |        |
| Votants       | Votants         | Votants     | 4 758        | 38,88        |        |        |
| Blancs        | Blancs          | Blancs      | 56           | 1,18         |        |        |
| Nuls          | Nuls            | Nuls        | 70           | 1,47         |        |        |
| Exprimés      | Exprimés        | Exprimés    | 4 632        | 97,35        |        |        |

### Saint-Martin-le-Beau
- Maire sortant : Angélique Delahaye (LR)

| Tête de liste | Tête de liste      | Liste       | Premier tour | Premier tour | Sièges | Sièges |
| Tête de liste | Tête de liste      | Liste       | Voix         | %            | CM     | CC     |
| ------------- | ------------------ | ----------- | ------------ | ------------ | ------ | ------ |
|               | Alain Schnel       | DIV         | 692          | 60,96        | 19     | 5      |
|               | Angélique Delahaye | LR          | 443          | 39,03        | 4      | 1      |
|               |                    |             |              |              |        |        |
| Inscrits      | Inscrits           | Inscrits    | 2 390        | 100,00       |        |        |
| Abstentions   | Abstentions        | Abstentions | 1 203        | 50,33        |        |        |
| Votants       | Votants            | Votants     | 1 187        | 49,67        |        |        |
| Blancs        | Blancs             | Blancs      | 33           | 2,78         |        |        |
| Nuls          | Nuls               | Nuls        | 19           | 1,60         |        |        |
| Exprimés      | Exprimés           | Exprimés    | 1 135        |              |        |        |

### Saint-Pierre-des-Corps
- Maire sortant : Marie-France Beaufils (PCF)

| Tête de liste            | Tête de liste            | Liste                    | Premier tour | Premier tour | Second tour | Second tour | Sièges | Sièges |
| Tête de liste            | Tête de liste            | Liste                    | Voix         | %            | Voix        | %           | CM     | CC     |
| ------------------------ | ------------------------ | ------------------------ | ------------ | ------------ | ----------- | ----------- | ------ | ------ |
|                          | Emmanuel François        | DVD                      | 1 180        | 29,35        | 1 736       | 40,37       | 24     | 3      |
|                          | Michel Soulas            | PCF                      | 1 103        | 27,43        | 1 497       | 34,81       | 6      | 1      |
|                          | Cyrille Jeanneau         | PS                       | 624          | 15,52        | 651         | 15,13       | 2      | 0      |
|                          | François Lefevre         | ECO                      | 476          | 11,84        | 416         | 9,67        | 1      | 0      |
|                          | Jean-Marc Pichon         | LREM                     | 294          | 7,31         |             |             | 0      | 0      |
|                          | Cindy Laigneau           | LFI                      | 258          | 6,41         | 0           | 0           |        |        |
|                          | Anne Brunet              | LO                       | 85           | 2,11         | 0           | 0           |        |        |
|                          |                          |                          |              |              |             |             |        |        |
| Votes valides            | Votes valides            | Votes valides            | 4 020        | 96,54        |             |             |        |        |
| Votes blancs             | Votes blancs             | Votes blancs             | 50           | 1,20         |             |             |        |        |
| Votes nuls               | Votes nuls               | Votes nuls               | 94           | 2,26         |             |             |        |        |
| Total                    | Total                    | Total                    | 4 164        | 100          |             | 100         | 33     | 4      |
| Abstention               | Abstention               | Abstention               | 6 539        | 61,10        |             |             |        |        |
| Inscrits / participation | Inscrits / participation | Inscrits / participation | 10 703       | 38,90        |             |             |        |        |

### Sainte-Maure-de-Touraine
- Maire sortant : Michel Champigny (LR)

| Tête de liste | Tête de liste    | Liste       | Premier tour | Premier tour | Sièges | Sièges |
| Tête de liste | Tête de liste    | Liste       | Voix         | %            | CM     | CC     |
| ------------- | ---------------- | ----------- | ------------ | ------------ | ------ | ------ |
|               | Michel Champigny | LR          | 1 031        | 59,96        | 22     | 7      |
|               | Samuel d'Eu      | DVD         | 700          | 40,43        | 5      | 2      |
|               |                  |             |              |              |        |        |
| Inscrits      | Inscrits         | Inscrits    | 3 085        | 100,00       |        |        |
| Abstentions   | Abstentions      | Abstentions | 1 306        | 42,33        |        |        |
| Votants       | Votants          | Votants     | 1 779        | 57,67        |        |        |
| Blancs        | Blancs           | Blancs      | 17           | 0,96         |        |        |
| Nuls          | Nuls             | Nuls        | 31           | 1,74         |        |        |
| Exprimés      | Exprimés         | Exprimés    | 1 731        | 97,30        |        |        |

### Savonnières
- Maire sortant : Bernard Lorido (DVD)

| Tête de liste | Tête de liste    | Liste       | Premier tour | Premier tour | Sièges | Sièges |
| Tête de liste | Tête de liste    | Liste       | Voix         | %            | CM     | CC     |
| ------------- | ---------------- | ----------- | ------------ | ------------ | ------ | ------ |
|               | Nathalie Savaton | DIV         | 739          | 100,00       | 23     | 1      |
|               |                  |             |              |              |        |        |
| Inscrits      | Inscrits         | Inscrits    | 2 525        | 100,00       |        |        |
| Abstentions   | Abstentions      | Abstentions | 1 732        | 68,59        |        |        |
| Votants       | Votants          | Votants     | 793          | 31,41        |        |        |
| Blancs        | Blancs           | Blancs      | 26           | 3,28         |        |        |
| Nuls          | Nuls             | Nuls        | 28           | 3,53         |        |        |
| Exprimés      | Exprimés         | Exprimés    | 739          | 93,19        |        |        |

### Semblançay
- Maire sortant : Antoine Trystram (LR)

| Tête de liste | Tête de liste    | Liste       | Premier tour | Premier tour | Sièges | Sièges |
| Tête de liste | Tête de liste    | Liste       | Voix         | %            | CM     | CC     |
| ------------- | ---------------- | ----------- | ------------ | ------------ | ------ | ------ |
|               | Antoine Trystram | LR          | 570          | 56,94        | 15     | 2      |
|               | Peggy Plou       | DIV         | 431          | 43,05        | 4      | 1      |
|               |                  |             |              |              |        |        |
| Inscrits      | Inscrits         | Inscrits    | 1 680        | 100,00       |        |        |
| Abstentions   | Abstentions      | Abstentions | 662          | 39,40        |        |        |
| Votants       | Votants          | Votants     | 1 018        | 60,60        |        |        |
| Blancs        | Blancs           | Blancs      | 6            | 0,59         |        |        |
| Nuls          | Nuls             | Nuls        | 11           | 1,08         |        |        |
| Exprimés      | Exprimés         | Exprimés    | 1 001        | 98,33        |        |        |

### Sorigny
- Maire sortant : Alain Esnault (LR)

| Tête de liste | Tête de liste     | Liste       | Premier tour | Premier tour | Sièges | Sièges |
| Tête de liste | Tête de liste     | Liste       | Voix         | %            | CM     | CC     |
| ------------- | ----------------- | ----------- | ------------ | ------------ | ------ | ------ |
|               | Alain Esnault     | LR          | 613          | 58,38        | 19     | 2      |
|               | Francine Gaboriau | DIV         | 437          | 41,61        | 4      | 1      |
|               |                   |             |              |              |        |        |
| Inscrits      | Inscrits          | Inscrits    | 1 876        | 100,00       |        |        |
| Abstentions   | Abstentions       | Abstentions | 807          | 43,02        |        |        |
| Votants       | Votants           | Votants     | 1 069        | 56,98        |        |        |
| Blancs        | Blancs            | Blancs      | 8            | 0,75         |        |        |
| Nuls          | Nuls              | Nuls        | 11           | 1,03         |        |        |
| Exprimés      | Exprimés          | Exprimés    | 1 050        | 98,22        |        |        |

### Tours
- Maire sortant : Christophe Bouchet (MR)

#### Sondages
| Source | Date de réalisation   | Échantillon | LO         | NPA     | EÉLV-PS-PCF-LFI | DVG    | DVG     | DVC      | LREM   | MR-LR-UDI | DVD   | RN       | Autres |
| Source | Date de réalisation   | Échantillon | Jouhannaud | Bourdin | Denis           | Cortot | Lacaïle | Gautreau | Pierre | Bouchet   | Dateu | Godefroy | Autres |
| ------ | --------------------- | ----------- | ---------- | ------- | --------------- | ------ | ------- | -------- | ------ | --------- | ----- | -------- | ------ |
| Source | Date de réalisation   | Échantillon |            |         |                 |        |         |          |        |           |       |          | Autres |
| Ifop   | 10 au 13 février 2020 | 601         | 0,5        | 2,5     | 33              | 1,5    | 0,5     | 5        | 12     | 29        | 7     | 9        | -      |

N.B. :
- en gras sur fond coloré : le candidat arrivé en tête du sondage ;
- en gras sur fond blanc le candidat arrivé en deuxième position du sondage.

#### Résultats
|                                                          |                          |                          |              |              |             |             |        |        |  |
| Tête de liste                                            | Tête de liste            | Liste                    | Premier tour | Premier tour | Second tour | Second tour | Sièges | Sièges |  |
| Tête de liste                                            | Tête de liste            | Liste                    | Voix         | %            | Voix        | %           | CM     | CC     |  |
|                                                          | Emmanuel Denis           | EELV-LFI-PS-PCF          | 8 983        | 35,45        | 14 476      | 54,94       | 43     | 29     |  |
| Pour demain Tours 2020                                   |                          |                          | 8 983        | 35,45        | 14 476      | 54,94       | 43     | 29     |  |
|                                                          | Christophe Bouchet       | MR-LR-UDI                | 6 492        | 25,62        | 11 872      | 45,05       | 12     | 9      |  |
| Tours nous rassemble                                     |                          |                          | 6 492        | 25,62        | 11 872      | 45,05       | 12     | 9      |  |
|                                                          | Benoist Pierre           | LREM                     | 3 210        | 12,67        | 11 872      | 45,05       | 12     | 9      |  |
| C'est votre Tours !                                      |                          |                          | 3 210        | 12,67        | 11 872      | 45,05       | 12     | 9      |  |
|                                                          | Gilles Godefroy          | RN                       | 1 439        | 5,67         |             |             | 0      | 0      |  |
| Alliance et rassemblement pour Tours                     |                          |                          | 1 439        | 5,67         |             |             | 0      | 0      |  |
|                                                          | Claude Bourdin           | NPA                      | 1 404        | 5,54         | 0           | 0           |        |        |  |
| C'est au Tour(s) du peuple 2020                          |                          |                          | 1 404        | 5,54         | 0           | 0           |        |        |  |
|                                                          | Xavier Dateu             | DVD                      | 1 221        | 4,81         | 0           | 0           |        |        |  |
| Vous+Nous=Tours                                          |                          |                          | 1 221        | 4,81         | 0           | 0           |        |        |  |
|                                                          | Nicolas Gautreau         | DVC                      | 1 200        | 4,73         | 0           | 0           |        |        |  |
| Les indépendants Tours 2020                              |                          |                          | 1 200        | 4,73         | 0           | 0           |        |        |  |
|                                                          | Mickaël Cortot           | DVG                      | 582          | 2,29         | 0           | 0           |        |        |  |
| Projet citoyen pour Tours                                |                          |                          | 582          | 2,29         | 0           | 0           |        |        |  |
|                                                          | Philippe Lacaile         | DVG                      | 378          | 1,49         | 0           | 0           |        |        |  |
| Tours en mouvement                                       |                          |                          | 378          | 1,49         | 0           | 0           |        |        |  |
|                                                          | Thomas Jouhannaud        | LO                       | 269          | 1,06         | 0           | 0           |        |        |  |
| Lutte ouvrière – Faire entendre le camp des travailleurs |                          |                          | 269          | 1,06         | 0           | 0           |        |        |  |
|                                                          | Carole Charrier          | DIV                      | 157          | 0,61         | 0           | 0           |        |        |  |
| Nous ne battrons pas en retraite à Tours                 |                          |                          | 157          | 0,61         | 0           | 0           |        |        |  |
|                                                          |                          |                          |              |              |             |             |        |        |  |
| Votes valides                                            | Votes valides            | Votes valides            | 25 335       | 97,11        | 26 348      | 97,00       |        |        |  |
| Votes blancs                                             | Votes blancs             | Votes blancs             | 225          | 0,86         | 445         | 1,64        |        |        |  |
| Votes nuls                                               | Votes nuls               | Votes nuls               | 529          | 2,03         | 369         | 1,36        |        |        |  |
| Total                                                    | Total                    | Total                    | 26 089       | 100          | 27 162      | 100         | 55     | 38     |  |
| Abstention                                               | Abstention               | Abstention               | 53 472       | 67,21        | 52 518      | 65,91       |        |        |  |
| Inscrits / participation                                 | Inscrits / participation | Inscrits / participation | 79 561       | 32,79        | 79 680      | 34,09       |        |        |  |

### Truyes
- Maire sortant : Stéphane de Colbert (DIV)

| Tête de liste | Tête de liste       | Liste       | Premier tour | Premier tour | Sièges | Sièges |
| Tête de liste | Tête de liste       | Liste       | Voix         | %            | CM     | CC     |
| ------------- | ------------------- | ----------- | ------------ | ------------ | ------ | ------ |
|               | Stéphane de Colbert | DIV         | 462          | 100,00       | 19     | 3      |
|               |                     |             |              |              |        |        |
| Inscrits      | Inscrits            | Inscrits    | 1 774        | 100,00       |        |        |
| Abstentions   | Abstentions         | Abstentions | 1 192        | 67,19        |        |        |
| Votants       | Votants             | Votants     | 582          | 32,81        |        |        |
| Blancs        | Blancs              | Blancs      | 65           | 11,17        |        |        |
| Nuls          | Nuls                | Nuls        | 55           | 9,45         |        |        |
| Exprimés      | Exprimés            | Exprimés    | 462          | 79,38        |        |        |

### Veigné
- Maire sortant : Patrick Michaud (UDI)

| Tête de liste | Tête de liste   | Liste       | Premier tour | Premier tour | Sièges | Sièges |
| Tête de liste | Tête de liste   | Liste       | Voix         | %            | CM     | CC     |
| ------------- | --------------- | ----------- | ------------ | ------------ | ------ | ------ |
|               | Patrick Michaud | UDI         | 1 357        | 65,77        | 24     | 5      |
|               | Didier Laumond  | DVG         | 706          | 34,22        | 5      | 1      |
|               |                 |             |              |              |        |        |
| Inscrits      | Inscrits        | Inscrits    | 4 937        | 100,00       |        |        |
| Abstentions   | Abstentions     | Abstentions | 2 814        | 57,00        |        |        |
| Votants       | Votants         | Votants     | 2 123        | 43,00        |        |        |
| Blancs        | Blancs          | Blancs      | 21           | 0,99         |        |        |
| Nuls          | Nuls            | Nuls        | 39           | 1,84         |        |        |
| Exprimés      | Exprimés        | Exprimés    | 2 063        | 97,17        |        |        |

### Véretz
- Maire sortant : Danièle Guillaume (DVG)

| Tête de liste | Tête de liste   | Liste       | Premier tour | Premier tour | Sièges | Sièges |
| Tête de liste | Tête de liste   | Liste       | Voix         | %            | CM     | CC     |
| ------------- | --------------- | ----------- | ------------ | ------------ | ------ | ------ |
|               | Gilles Augereau | DVD         | 906          | 55,31        | 21     | 3      |
|               | Jean-Marc Hemme | DVG         | 732          | 44,68        | 6      | 1      |
|               |                 |             |              |              |        |        |
| Inscrits      | Inscrits        | Inscrits    | 3 343        | 100,00       |        |        |
| Abstentions   | Abstentions     | Abstentions | 1 672        | 50,01        |        |        |
| Votants       | Votants         | Votants     | 1 671        | 49,99        |        |        |
| Blancs        | Blancs          | Blancs      | 19           | 1,14         |        |        |
| Nuls          | Nuls            | Nuls        | 14           | 0,84         |        |        |
| Exprimés      | Exprimés        | Exprimés    | 1 638        | 98,03        |        |        |

### Vernou-sur-Brenne
- Maire sortant : Jean Hurel (DVD)

| Tête de liste | Tête de liste    | Liste       | Premier tour | Premier tour | Sièges | Sièges |
| Tête de liste | Tête de liste    | Liste       | Voix         | %            | CM     | CC     |
| ------------- | ---------------- | ----------- | ------------ | ------------ | ------ | ------ |
|               | Pascale Devallée | DIV         | 675          | 100,00       | 23     | 3      |
|               |                  |             |              |              |        |        |
| Inscrits      | Inscrits         | Inscrits    | 2 099        | 100,00       |        |        |
| Abstentions   | Abstentions      | Abstentions | 1 306        | 62,22        |        |        |
| Votants       | Votants          | Votants     | 793          | 37,78        |        |        |
| Blancs        | Blancs           | Blancs      | 49           | 6,18         |        |        |
| Nuls          | Nuls             | Nuls        | 69           | 8,70         |        |        |
| Exprimés      | Exprimés         | Exprimés    | 675          | 85,12        |        |        |

### Vouvray
- Maire sortant : Brigitte Pineau (DIV)

| Tête de liste | Tête de liste     | Liste       | Premier tour | Premier tour | Sièges | Sièges |
| Tête de liste | Tête de liste     | Liste       | Voix         | %            | CM     | CC     |
| ------------- | ----------------- | ----------- | ------------ | ------------ | ------ | ------ |
|               | Brigitte Pineau   | DIV         | 886          | 69,92        | 20     | 3      |
|               | Patrick Aulagnier | DIV         | 381          | 30,07        | 3      | 0      |
|               |                   |             |              |              |        |        |
| Inscrits      | Inscrits          | Inscrits    | 2 561        | 100,00       |        |        |
| Abstentions   | Abstentions       | Abstentions | 1 253        | 48,93        |        |        |
| Votants       | Votants           | Votants     | 1 308        | 51,07        |        |        |
| Blancs        | Blancs            | Blancs      | 21           | 1,61         |        |        |
| Nuls          | Nuls              | Nuls        | 20           | 1,53         |        |        |
| Exprimés      | Exprimés          | Exprimés    | 1 267        | 96,87        |        |        |